# Mszał Erazma Ciołka
Mszał Erazma Ciołka – księga liturgiczna kościoła katolickiego w języku łacińskim, wykonana na zlecenie biskupa Erazma Ciołka w początkach XVI wieku.

## Historia
Mszał powstał w Krakowie w latach 1515–1518 prawdopodobnie w pracowni Stanisława Samostrzelnika. Zleceniodawcą mszału był biskup płocki Erazm Ciołek. Na mocy jego testamentu mszał został przekazany katedrze płockiej.
Od połowy XVIII w. mszał przechowywany był w Bibliotece Załuskich. Po III rozbiorze Polski w 1795 został wywieziony przez Rosjan do Petersburga wraz z wieloma innymi zabytkami. Do Polski powrócił w 1934 na mocy traktat ryskiego i trafił do zbiorów Biblioteki Narodowej. W 1939 został ewakuowany do Rumunii, następnie Francji i ostatecznie do Kanady. Do Biblioteki Narodowej wrócił w lutym 1959. Od 2024 manuskrypt prezentowany jest na wystawie stałej w Pałacu Rzeczypospolitej.

## Opis
Wymiary mszału to 35 × 26,5 cm . Zabytek składa się z 231 (232) pergaminowych kart . Karty I–VIII są niezapisane . Teksty zostały zapisane minuskułą gotycką w dwóch kolumnach.
Mszał jest jednym z najwybitniejszych przykładów polskiego Iluminatorstwa z okresu wczesnego renesansu. Na bogatą szatę graficzną składają się samodzielne miniatury (w tym całostronicowa miniatura przedstawiająca ukrzyżowanie Jezusa Chrystusa na karcie 121v), miniatury w przestrzeni inicjałów (19 miniatur wpisanych w tekst), ozdobne inicjały wielobarwne i jednobarwne, a także ornamenty otaczające kolumny tekstu (5 kart obwiedzionych pełną bordiurą) . Dwa inicjały są wycięte (karty 194, 198) . W bordiury dekorujące niektóre strony wpleciono herb Ciołka (Sulima) oraz krzyż i mitrę biskupią. Stan zachowania iluminacji jest różnorodny – niektóre zachowały się w dobrym stanie, inne jednak wykruszyły się w różnym stopniu.

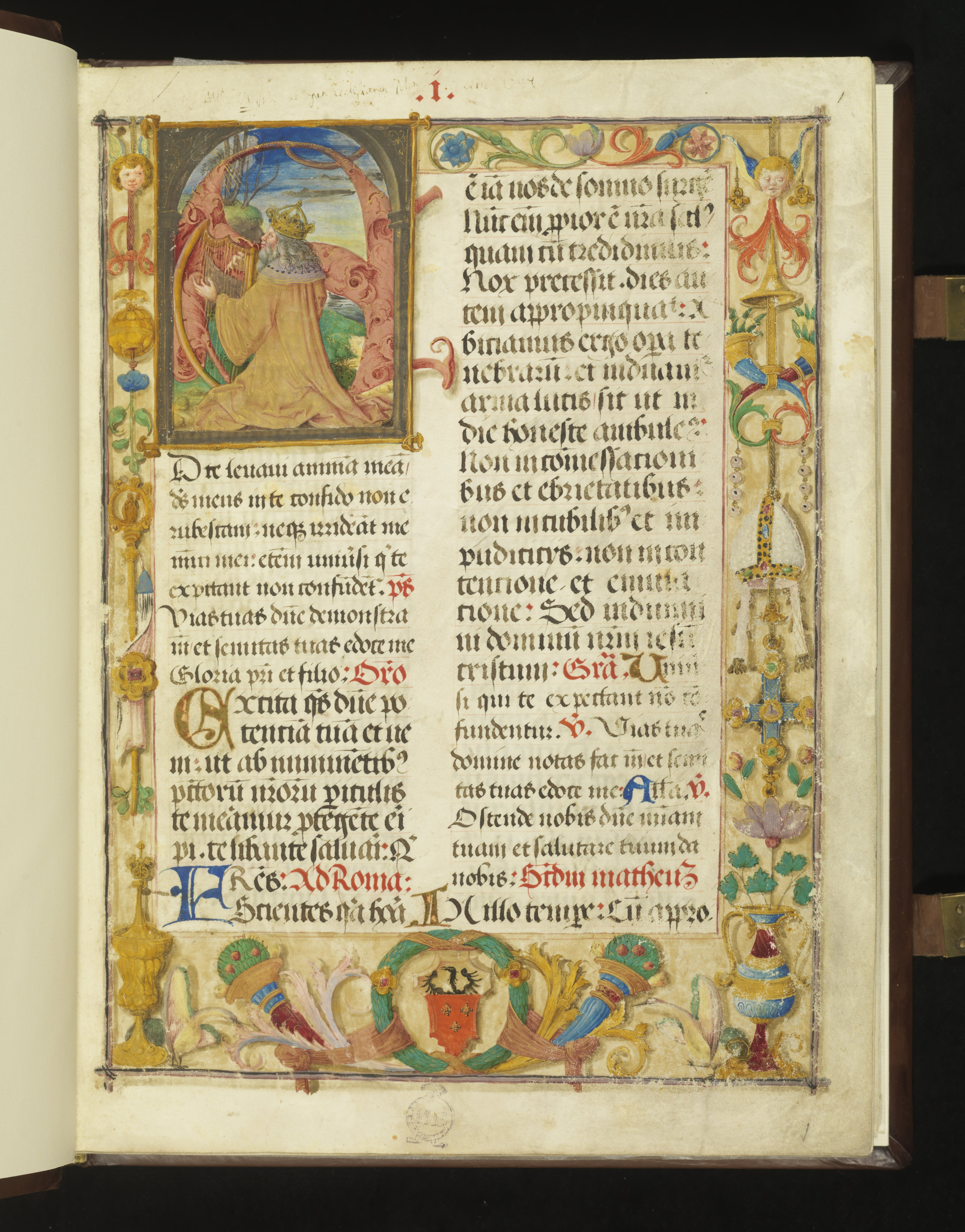
Strona z miniaturą, bordiurą i herbem Sulima (1r)
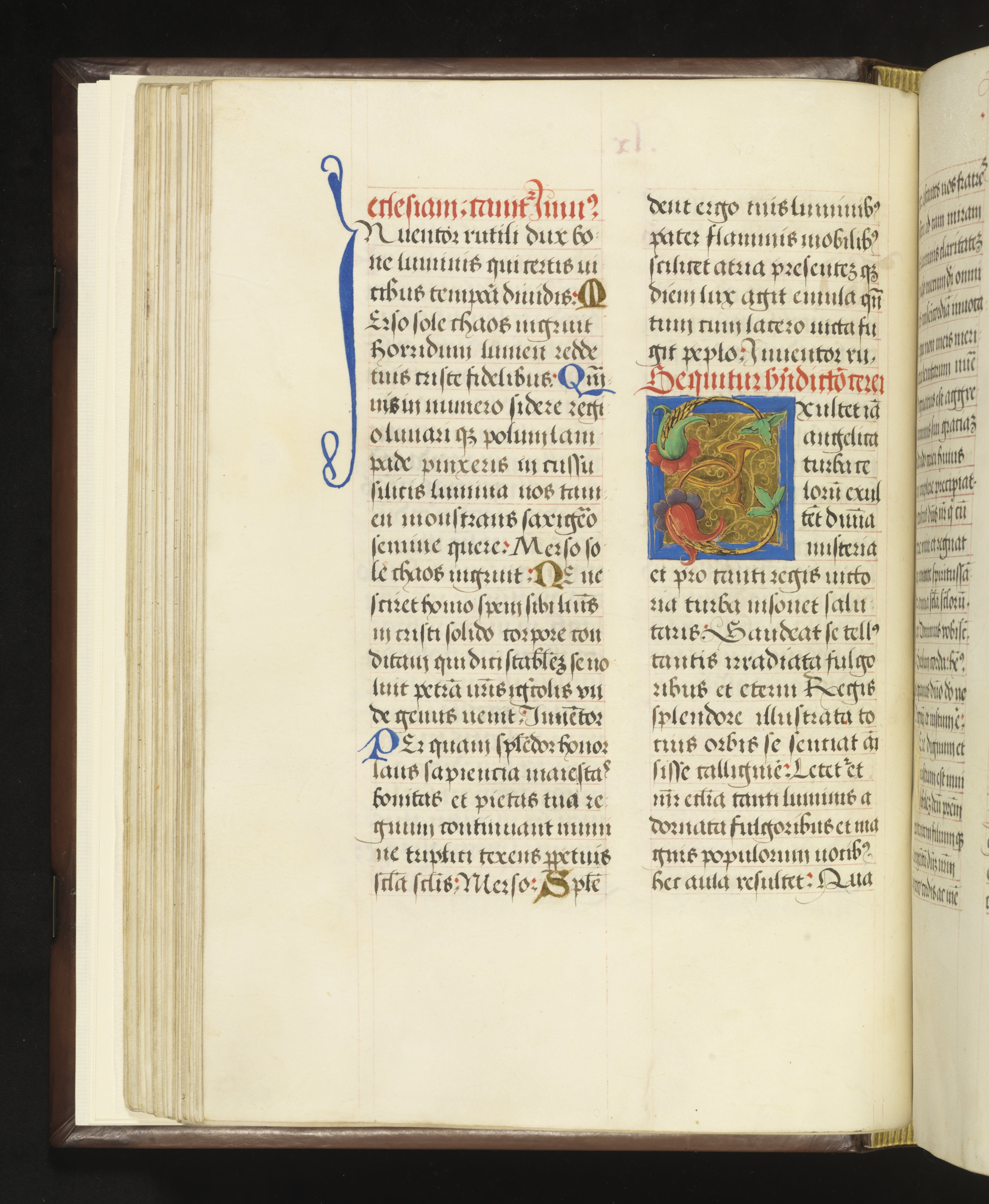
Inicjał (60v)
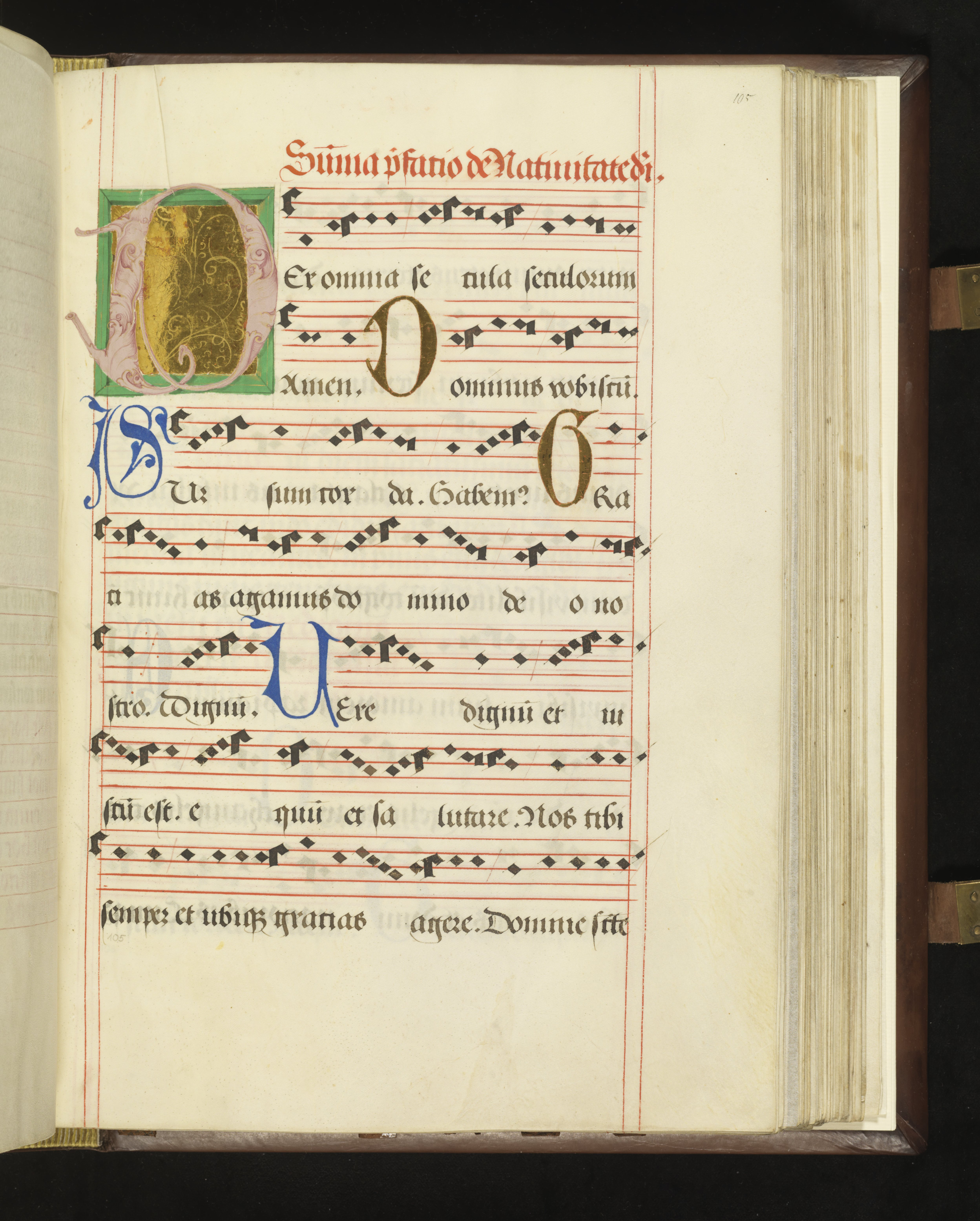
Karta z zapisem nutowym (105r)
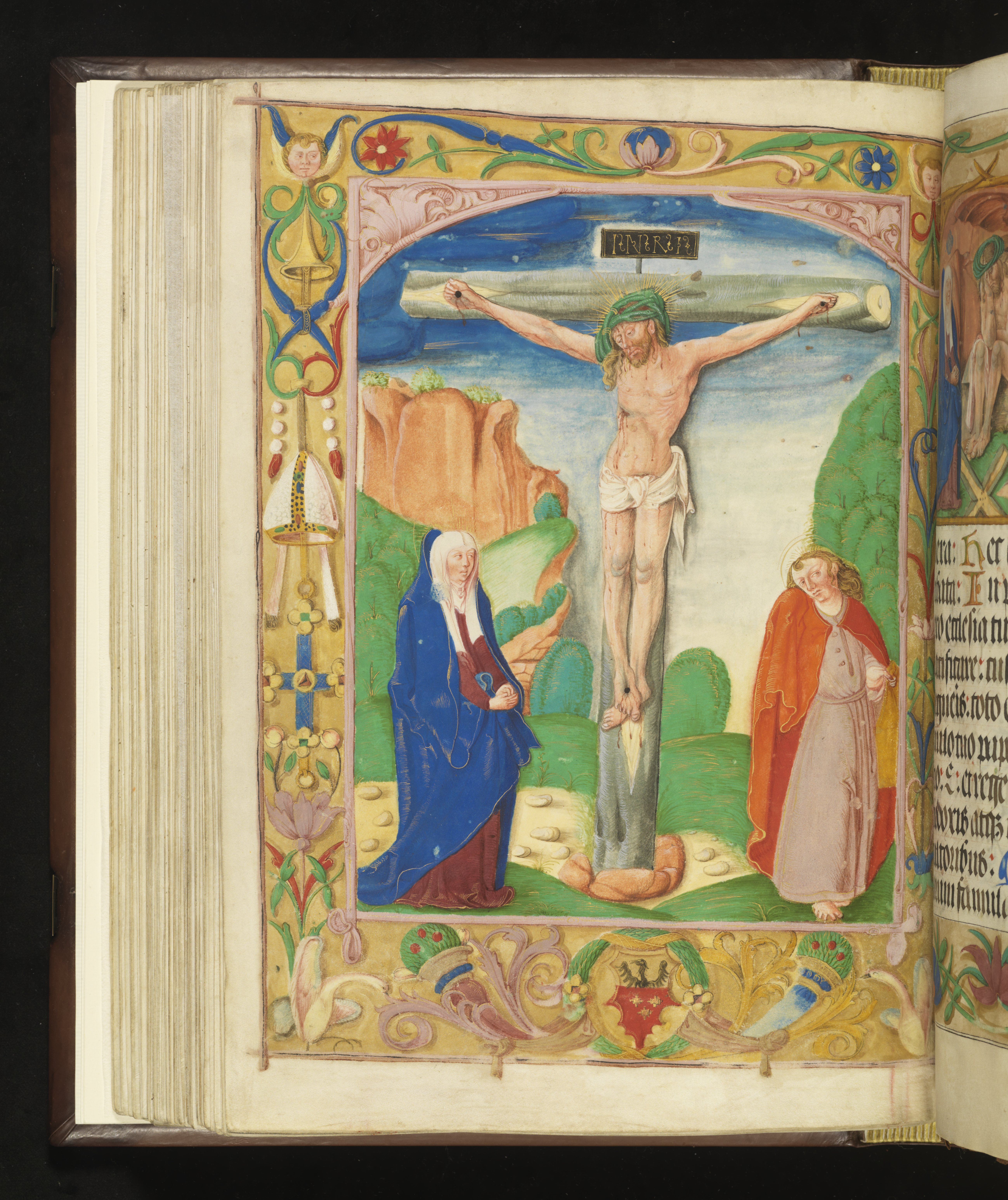
Ukrzyżowanie – miniatura całostronnicowa (121v)
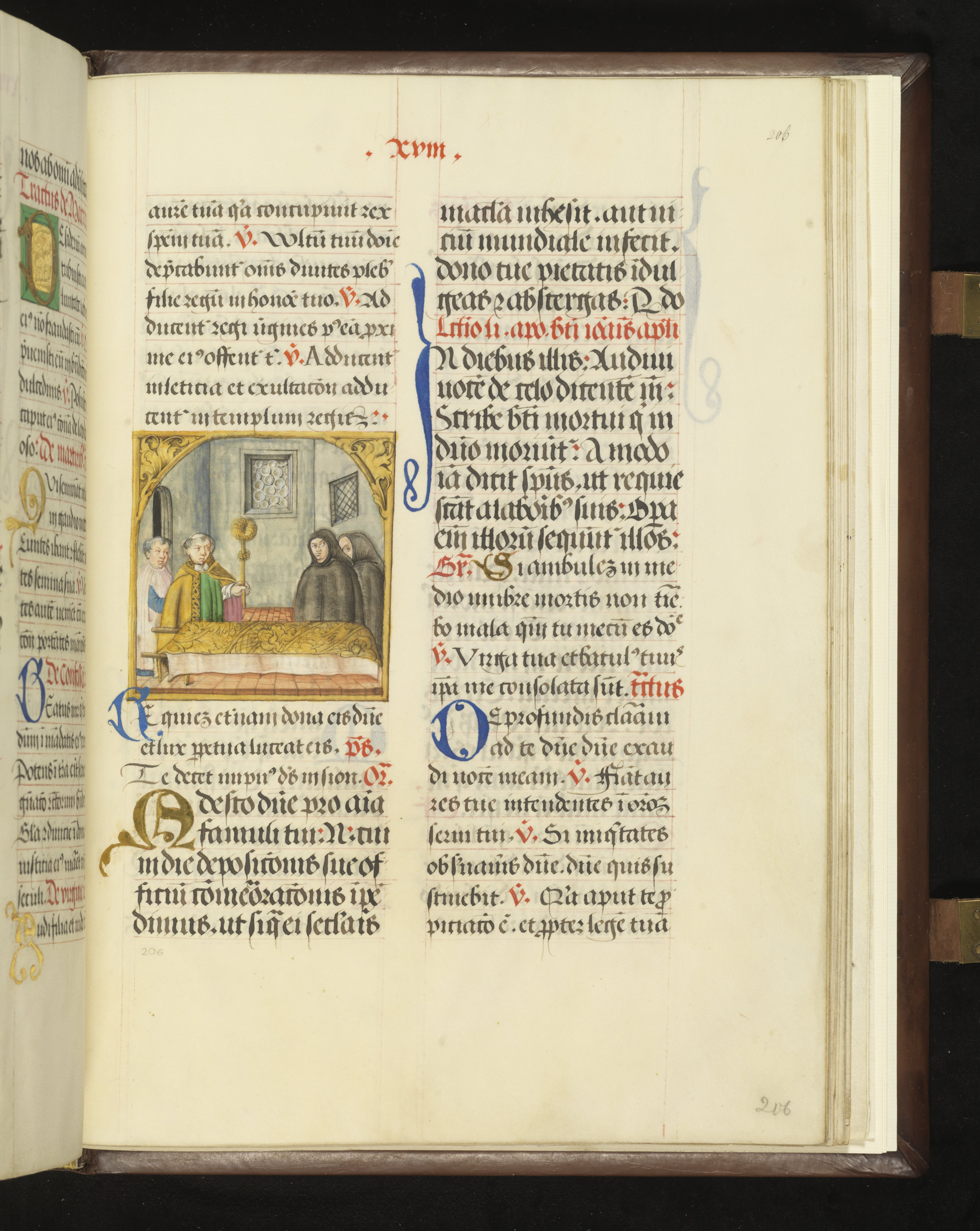
Miniatura wpisana w tekst (206r)